# Paramirim
Paramirim este un oraș în statul Bahia (BA) din Brazilia.